# 喜羊羊与灰太狼之奇思妙想喜羊羊
《喜羊羊与灰太狼之奇思妙想喜羊羊》是中国广东原创动力文化传播有限公司出品的一部动画片，为喜羊羊与灰太狼系列的第3部作品，2011年7月1日在浙江卫视首播，总共有60集。
如果把古古怪界大作战算作单独的一部作品的话，那么奇思妙想喜羊羊是喜羊羊与灰太狼系列的第4部作品。值得一提的是，灰太狼的儿子小灰灰的戏份在奇思妙想喜羊羊中占据了非常大的比重，《中国新闻网》认为小灰灰戏份的增加能让动画片更加贴合小朋友的思想，小朋友向小灰灰学习，能开始认识这个奇妙的世界。

## 主题曲
奇思妙想喜羊羊摒弃了《别看我只是一只羊》作为主题曲，而是选择同名歌曲《奇思妙想喜羊羊》。《奇思妙想喜羊羊》由林晓珂作词、韦启良作曲、喜羊羊童声合唱团演唱。